# Le Cercle noir
Pour plus de détails, voir Fiche technique et Distribution.
Le Cercle noir (The Stone Killer) est un film policier américain de Michael Winner, sorti en 1973.

## Synopsis
Lou Torrey est un flic new-yorkais aux manières quelque peu expéditives et contestées par sa hiérarchie, qui lui valent d'être muté à Los Angeles. Il enquête sur une série de meurtres qui le mènent directement à un vaste complot orchestré par un des chefs de la Mafia new-yorkaise. L'affrontement sera mortel.

## Fiche technique
- Titre français : Le Cercle noir
- Titre original : The Stone Killer
- Réalisation : Michael Winner
- Scénario : Gerald Wilson, d'après le livre A complete state of death de John Gardner paru en 1969
- Musique : Roy Budd
- Photographie : Richard Moore
- Montage : Frederick Wilson
- Production : Michael Winner
- Sociétés de production : Columbia Pictures Corporation, Dino De Laurentiis Cinematografica, Produzioni Cinematografiche & Rizzoli Film
- Société de distribution : Columbia Pictures
- Pays de production :  États-Unis
- Langue : Anglais
- Format : Couleur - Mono - 35 mm - 2.35:1
- Genre : Policier
- Durée : 91 min
- Dates de sortie [1] :
  - États-Unis : 8 août 1973
  - France : 4 octobre 1973

## Distribution
- Charles Bronson (VF : Claude Bertrand) : Lou Torrey
- Martin Balsam (VF : Claude Joseph) : Don Alberto Vescari
- Norman Fell (VF : Jean-Claude Michel) : Le capitaine Les Daniels
- David Sheiner (VF : Roger Carel) : Guido Laurenz
- Ralph Waite (VF : Serge Lhorca) : Matthews
- Jack Colvin (VF : Bernard Murat) : Lionel Henry Jumper
- Paul Koslo (VF : Pierre Trabaud) : Langley
- Stuart Margolin (VF : Marc de Georgi) : Lawrence
- David Moodie (VF : Med Hondo) : Gus Lipper
- Alfred Ryder (VF : William Sabatier) : Tony Champion
- Walter Burke (VF : Guy Piérauld) : J.D.
- Kelley Miles (VF : Brigitte Morisan) : Elizabeth Wexton
- Eddie Firestone (VF : Henri Labussière) : Armitage
- John Ritter (VF : Pierre Guillermo) : Hart
- Harry Basch (VF : Michel Gudin) : Mossman
- Tom Falk (VF : Richard Darbois) : sergent
- Hoke Howell (VF : Gérard Hernandez) : garagiste
- Byron Morrow (VF : Jean Martinelli) : commissaire
- Frank Campanella (VF : Jacques Berthier) : Calabriese
- Charles Tyner : psychiatre de la police
- Hy Anzell : chauffeur de taxi

Source pour le doublage : 

## Autour du film
- C'est le 3e film que Michael Winner et Charles Bronson tournent ensemble, juste avant de triompher avec Un justicier dans la ville l'année suivante.